# Ride (canção de Ciara)
"Ride" é o primeiro single da cantora estadunidense de R&B Ciara, com a participação do rapper Ludacris, extraído do quarto álbum da cantora, Basic Instinct. A canção foi escrita por Ciara, The-Dream e Tricky Stewart, esses dois últimos também a produziram.
O videoclipe da canção atraiu atenção da mídia, rendendo elogios de diversas revistas especializadas em música, e, até mesmo críticas, chegando a ser banido de alguns canais por ser demasiadamente provocante. Canais como o BET, nos Estados Unidos, por exemplo, baniram o videoclipe de sua programação, bem como canais de música do Reino Unido.

## Informações
A Jive Records disse com exclusividade à revista Rap-Up, no dia 29 de Março de 2010, que Ciara lançaria um novo single com a participação de Ludacris, no mês seguinte. É a quarta vez que os dois cantores trabalham juntos, sendo que a primeira foi com o single "Oh", de 2005, a canção "High Price", em 2009, e um remix do single "How Low", em 2010.
A canção possui um remix oficial feito com André 3000, membro do OutKast, e Bei Maejor. Ciara disse à MTV News que era "legal" a disposição de André de realizar uma versão para a canção, enquanto os membros do Outkast estão de férias. As versões remixadas do single foram lançadas no dia 29 de Junho de 2010 como download digital.

## Composição
A canção tem um ritmo lento e sensual, com batidas descritas como "bom", "pesado" e "arrastado". A letra interpretada por Ciara tem sido considerada como "abafado" e "sedutor", e Ludacris, por sua vez, "hipnotizador". Embora  a letra, tecnicamente, se refere ao ato de "montar", pela batida é possível deduzir que a canção faz alusões à prática da relação sexual.

## Recepção

### Críticas
Bill Lamb, da About.com, disse que "com a ajuda do rap de Ludacris e a produção de Tricky Stewart e The-Dream, plenamente adulta Ciara volta à sensualidade, o que ela faz de melhor". Os colunistas da revista Rap-Up comentou que Ciara "desliza sobre a batida" e alertou os ouvintes: "Segurem firme". A BET Sound Off elogiou a letra, mas, criticou a canção como um todo, argumentando que ela não possui personalidade e que os ritmos da produção de Tricky não adicionam emoção alguma. Ed Easton Jr., da WXRK, disse que a canção mostra que Ciara e Ludacris possuem química. A revista Idolator comentou que a canção de "linhas baixas e simples" cria uma poderosa "faixa hipnótica que vai soar grande nas pistas de dança". A revista também disse que há muito tempo os produtores de Ciara, Tricky Stewart e The-Dream, poderiam ter "colocado Ciara de volta no mapa com um presente".

## Videoclipe

### Recepção
Ciara e Ludacris filmaram o videoclipe de "Ride" em Los Angeles, no dia 30 de Março de 2010, sob a direção de Diane Martel, que já trabalhou com Ciara na direção do videoclipe de "Promise", em 2006, "Like a Boy", em 2007 e "Love Sex Magic", em 2009. O videoclipe de "Ride" estreou no dia 21 de Abril de 2010, no canal Vevo de Ciara no YouTube. Martel fez com que o videoclipe do single apresente uma linguagem mais minimalista, destacando a performance de Ciara através da dança. Cenas mostram exercícios realizados por Ciara e Ludacris ao lado de um conversível, enquanto Ciara está vestida com um body e casaco de peles, além disso, em algumas cenas, ela está montada em um touro mecânico, molhada e vestindo um short e camiseta branca. Ciara também usa chapéus Atlanta Braves, em duas cenas.
Evan Nabavian, da revista Billboard, disse: "Quando Kanye West vê o videoclipe de Ride,  provavelmente, vai guardar um lugar especial para ele (videoclipe) ao lado de "Single Ladies (Put a Ring on It)" como um dos melhores videoclipes de todos os tempos".

## Faixas
| Ride (download digital) |                                   |         |  |
| N.º                     | Título                            | Duração |  |
| 1.                      | "Ride" (Participação de Ludacris) | 5:26    |  |

| Ride (Bei Maejor Remix) (Explicit Version) |                                                                                                  |         |  |
| N.º                                        | Título                                                                                           | Duração |  |
| 1.                                         | "Ride (Bei Maejor Remix) (Explicit Version)" (Participação de Ludacris, André 3000 e Bei Maejor) | 4:40    |  |

## Desempenho
| País           | Parada                          | Melhor posição |
| -------------- | ------------------------------- | -------------- |
| Estados Unidos | Billboard Hot 100               | 42             |
| Estados Unidos | Billboard Hot R&B/Hip-Hop Songs | 3              |
| Bélgica        | Ultratop                        | 10             |
| Reino Unido    | Top 75                          | 75             |